# モチヅキヤスノリ
モチヅキヤスノリ（1987年10月11日 - ）は、日本のキーボーディスト、ピアニスト、作曲家、編曲家。山梨県出身。スマッシュルーム所属。

## 概要
幼少期からクラシックピアノを始め、音楽専門学校への進学とともに上京。学生時代から音楽活動をスタートさせる。ピアニスト、キーボーディストとしてインディーズ、メジャーアーティストをサポート。

## 提供作品
- HKT48
  - 微笑みポップコーン（作曲）
- 山猿
  - DREAMER（作曲）
  - Now Scream!!（作曲）
  - バイバイ..（作曲）
- 松下奈緒
  - 心の宝石（ストリングスアレンジ）
- アニメ『極黒のブリュンヒルデ』エンディング・テーマ
  - いちばん星（作曲）